# Шишеровичи
Шишеровичи (укр. Шишоровичі) — село в Судововишнянской городской общине Яворовского района Львовской области Украины.
Население по переписи 2001 года составляло 92 человека. Занимает площадь 4,942 км². Почтовый индекс — 81385. Телефонный код — 3234.